# 12773 Lyman
A 12773 Lyman (ideiglenes jelöléssel 1994 PJ10) a Naprendszer kisbolygóövében található aszteroida. Eric Walter Elst fedezte fel 1994. augusztus 10-én.